# کاسویل (جورجیا)
کاسویل (به انگلیسی: Cassville) یک منطقهٔ مسکونی در ایالات متحده آمریکا است که در شهرستان بارتوو، جورجیا واقع شده‌است.